# 胡安·安东尼奥·博莱亚
胡安·安东尼奥·博莱亚·福拉达达（西班牙語：Juan Antonio Bolea Foradada，1930年3月30日—2021年2月27日），西班牙政治人物。

## 生平
1930年生于韦斯卡省阿耶韦。1952年毕业于萨拉戈萨大学，1954年开始从事律师行业，曾在加的斯省、阿利坎特省和萨拉戈萨省法院工作。1977年西班牙民主转型开始后，代表民主中间联盟当选制宪议会议员。1978年至1981年，担任阿拉贡总委员会主席（政府主席）。1979年至1982年担任参议院议员。1982年民主中间联盟解散后，加入阿拉贡人党，至1999年一直担任阿拉贡议会议员。2021年2月27日在萨拉戈萨逝世。